# Tester lamp elektronowych

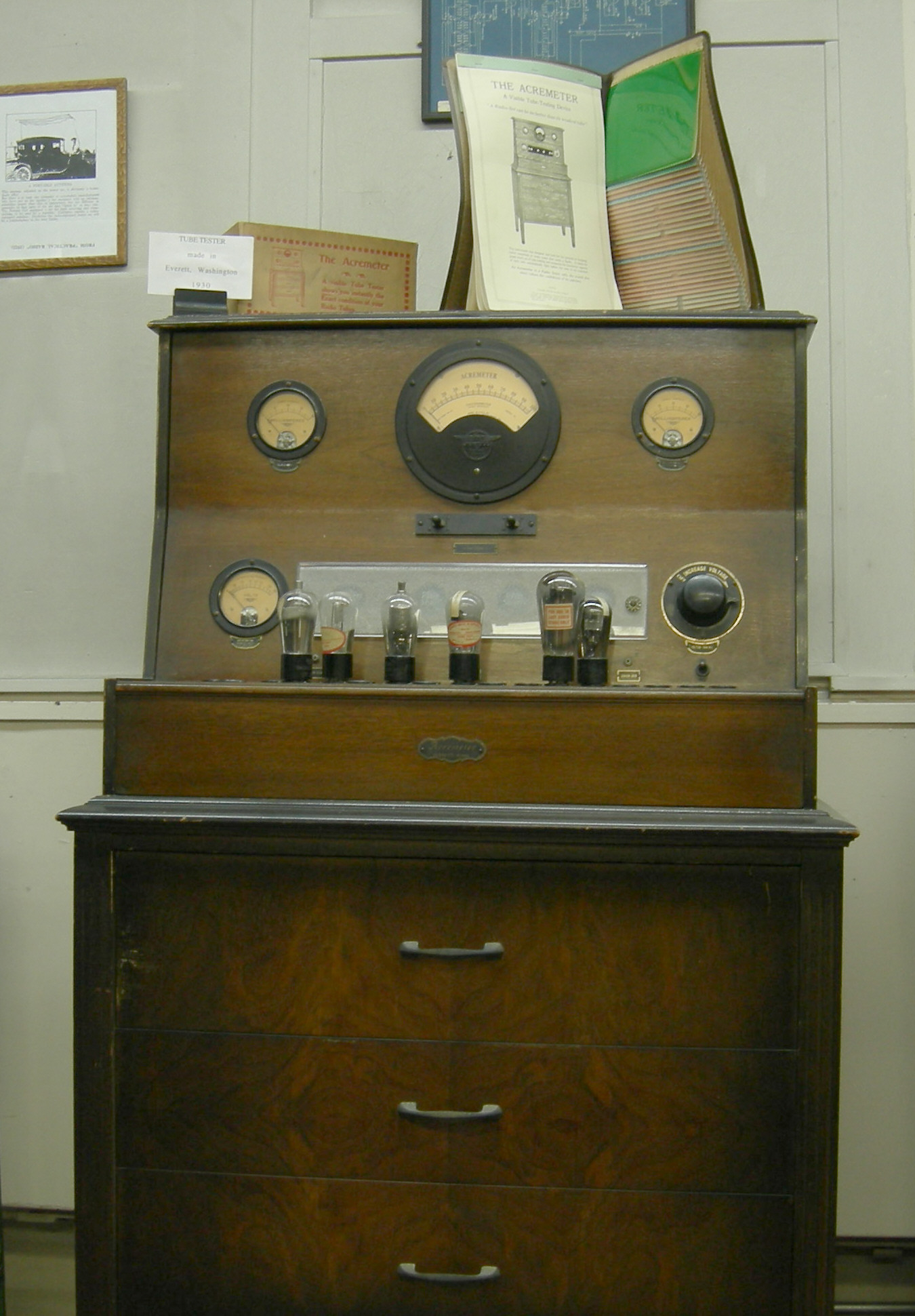
Tester lamp elektronowych Acremeter z 1930 r., prod. USA

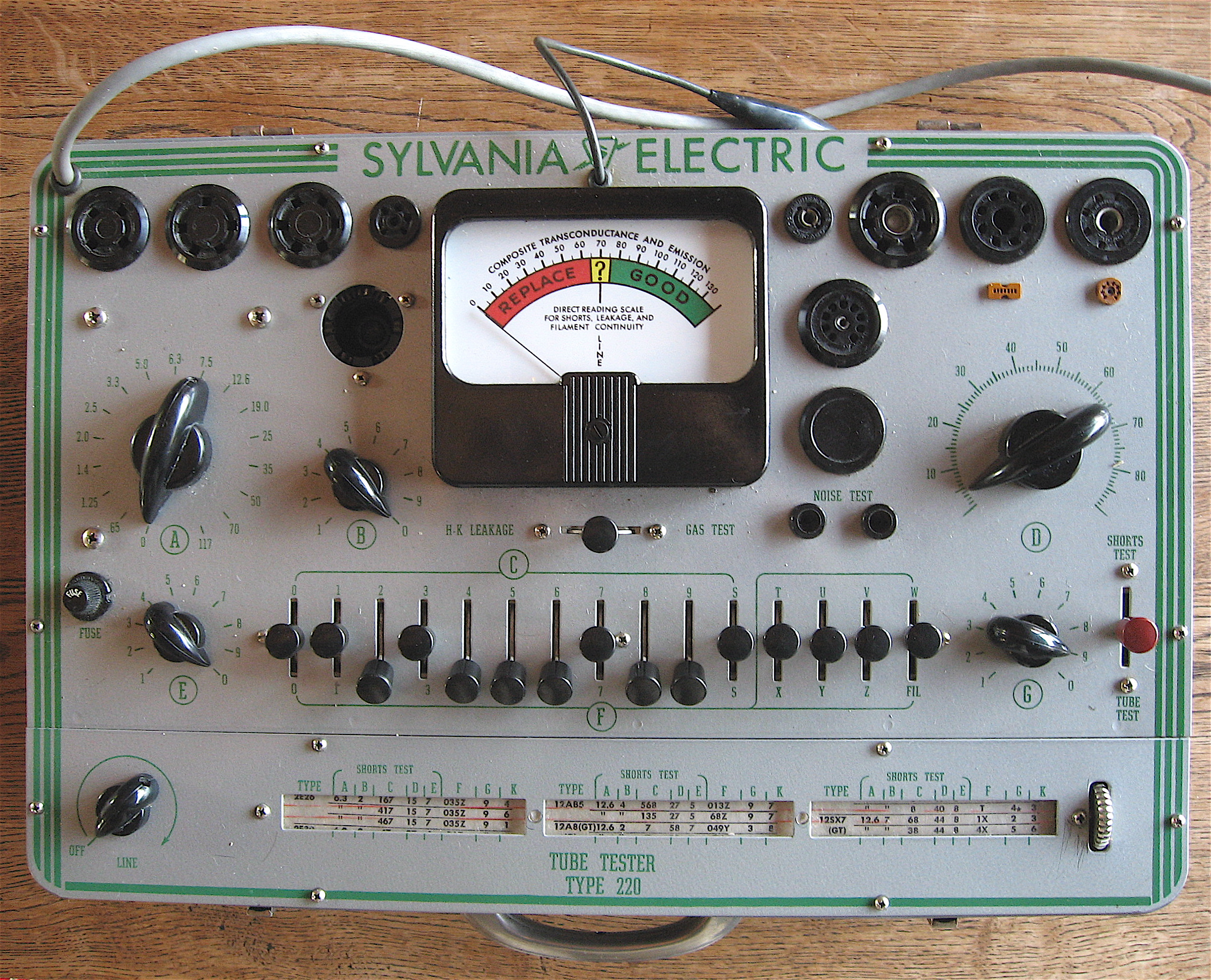
Tester lamp elektronowych typ 220, firmy Sylvania Electric (USA)

Tester lamp elektronowych – urządzenie pomiarowe do badania lamp elektronowych.
Podstawowe funkcje testera lamp elektronowych:
- sprawdzenie sprawności włókna żarzenia (czy nie jest ono zerwane),
- badanie, czy nie ma zwarć pomiędzy elektrodami,
- badanie, czy nie ma przerw w doprowadzeniu elektrod,
- badanie działania siatki sterującej (tzn. jej wpływu na wartość prądu anodowego),
- mierzenie prądu anodowego przy stałym napięciu anodowym (badanie zdolności emisyjnej).

Bardziej rozbudowane testery umożliwiają pomiar nachylenia charakterystyki, rezystancji wewnętrznej itp.